# Memorial nacional de De Soto
El monumento conmemorativo nacional a de Soto, se encuentra ubicado a 8 kilómetros al oeste de Bradenton, Florida y conmemora el desembarco en 1539 del conquistador y explorador español Hernando de Soto en la primera exploración organizada por los europeos en lo que hoy es el sur de los Estados Unidos.

## La expedición
En el mes de mayo de 1539, el español Hernando de Soto, acompañado de 220 soldados, llegó a lo que hoy se conoce como bahía de Tampa, con la firme intención de hacerse con oro y riquezas de la región; sin embargo, durante la expedición que recorrió 6,500 kilómetros durante cuatro años, no logró encontrar tales riquezas y si una decidida y feroz respuesta de las tribus nativas americanas, aunque algunas tribus de la región no se comportaron de manera hostil.

## El memorial
El monumento conmemorativo fue autorizado el 11 de marzo de 1948 y al igual que con todas las áreas históricas administradas por el Servicio de Parques Nacionales, el monumento nacional fue incluido en el Registro Nacional de Lugares Históricos el 15 de octubre de 1966.
El objetivo primordial del monumento conmemorativo a de Soto, es preservar la historia controvertida de esta exploración e interpretar su significado en la historia de los Estados Unidos. Los visitantes pueden asistir a demostraciones de historia en vivo, probar una pieza de armadura, o caminar por el sendero de la naturaleza a través de un paisaje costero de la Florida similar al encontrado por los conquistadores a su llegada. En el centro de visitantes existen exposiciones de armaduras y objetos de la época, el teatro exhibe una película sobre la expedición de de Soto y sus repercusiones en la población nativa de los Estados Unidos, también existe una librería y como actividades al aire libre se pueden realizar caminatas por senderos que reproducen su estado en 1539, es posible realizar pesca y observación de aves y hacer pícnic. La entrada al memorial es gratuita.